# (36685) 2000 RC3
2000 RC3 (asteroide 36685) é um asteroide da cintura principal. Possui uma excentricidade de 0.12746210 e uma inclinação de 2.11017º.
Este asteroide foi descoberto no dia 1 de setembro de 2000 por LINEAR em Socorro.